# Louise af Preussen (1808-1870)
 For alternative betydninger, se Louise af Preussen. (Se også artikler, som begynder med Louise af Preussen)
Louise af Preussen (Louise Auguste Wilhelmine Amalie; 1. februar 1808 - 6. december 1870) er yngste datter af Frederik Vilhelm 3. af Preussen og dennes hustru, Louise af Mecklenburg-Strelitz. Hun er tiptip-oldemor til Margrethe 2.
Hun blev gift 21. maj 1825 i Berlin med Frederik af Nederlandene, der var næstældste søn af Vilhelm 1. af Nederlandene. Parret fik fire børn:
1. Louise af Nederlandene (5. august 1828 - 30. marts 1871), gift 1850 med Karl 15. af Sverige. (Deres datter, Louise, blev gift med Frederik 8.)
2. Frederik af Nederlandene (6. juli 1833 - 1. november 1834).
3. Vilhelm af Nederlandene (22. august 1836 - 23. januar 1846).
4. Marie af Nederlandene (5. juli 1841 - 22. juni 1910), gift 1871 med Vilhelm af Wied.

- |  | Wikimedia Commons har medier relateret til: Louise af Preussen (1808-1870) |